# Synagelides nishikawai
Synagelides nishikawai är en spindelart som beskrevs av Andrzej Bohdanowicz 1979. Synagelides nishikawai ingår i släktet Synagelides och familjen hoppspindlar. Inga underarter finns listade i Catalogue of Life.